# Atendimento pré-hospitalar tático

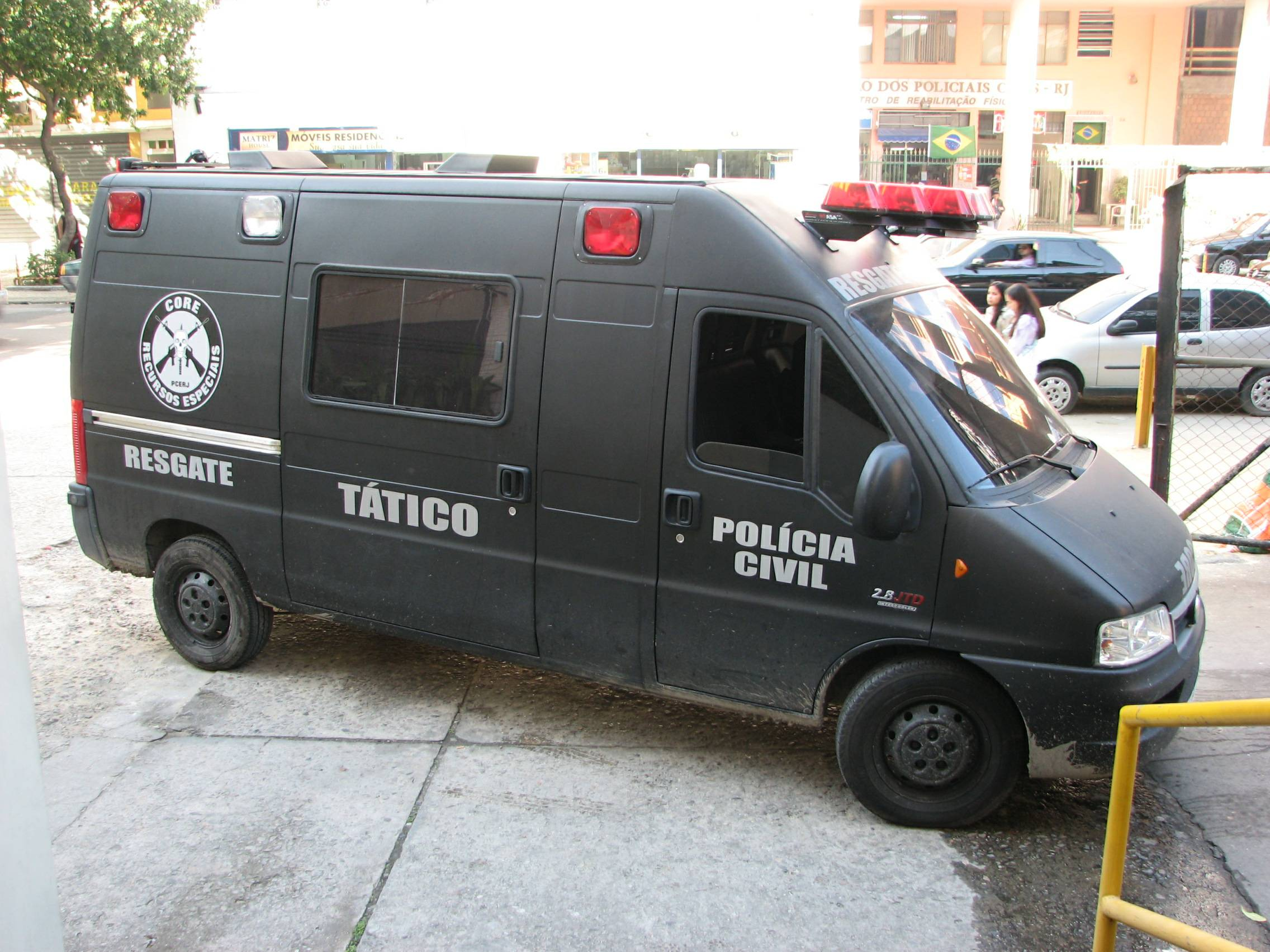
Unidade de Resgate Tático - CORE/ RJ

Entende-se por APH Tático, o atendimento de emergência médica pré-hospitalar, especifico de operações táticas, situações de combate militar,
e demais situações de intervenção privada ou governamental onde se haja necessidades de uso progressivo da força e material bélico, como no caso de situações de roubos a banco e assaltos envolvendo reféns ou vítimas e policiais feridos, cumprimentos de mandados de prisão de alto risco, extração de policiais emboscados em favelas, invasões táticas em locais de cativeiro de vítimas de sequestro, atendimento a combatentes feridos em operações de manutenção da paz, conflitos de guerrilha e guerra assimétrica,  entre outros. O atendimento pré-hospitalar tático é uma das atividades fim da medicina tática.
No Brasil, até meados da década de 1990, o socorro a policiais e militares feridos em operações táticas, tanto urbanas quanto rurais ou em áreas remotas, era feito ainda de forma empírica, tendo maior relevância apenas no ambiente das forças armadas, ou com pequenos grupos isolados, como o Comando Tático de Resgate (COMTAR) da Polícia Civil de Minas Gerais, criado em 1994, na sede da PUMA, em Belo Horizonte, Pelo Investigador Lemuel Soares de Araújo e o Médico Legista Dr. Waterson Brandão, que na época, com a participação do então Capitão Cláudio Vinício Serra Teixeira e do então Primeiro Tenente Felipe Aidar Martins, do Corpo de Bombeiros Militar de Minas Gerais -CBMG, que gentilmente cedeu os equipamentos iniciais, usaram como referência a COUNTER NARCOTICS AND TERRORISM OPERATIONAL MEDICAL SUPPORT - CONTOMS  para a implantação. 
O termo APH Tático, passou a fazer parte do vocabulário dos profissionais de emergência brasileiros, apenas após a criação do Serviço de Atendimento Móvel de Urgência 192 - SAMU 192, em 27 de Abril de 2004  que instituiu oficialmente o Atendimento Pré-Hospitalar - APH no Brasil, a terminologia passou a ser adotada para diferenciar o Atendimento Pré-Hospitalar convencional do atendimento realizado em condições táticas.
Apesar de já ser utilizado no dia a dia dos profissionais e ser objeto de vários artigos e cursos, não havia qualquer referência oficial ao termo, feita por órgão de governo.
Foi somente em abril de 2018 que o termo APH TÁTICO, foi designado oficialmente no Brasil, pelo Ministério da Defesa, através da publicação de uma portaria ministerial: a portaria regulamentadora n-º 16 de 12 de abril de 2018 - Ministério da Defesa, publicada no Diário Oficial da União, Seção I na Pagina Nº 18, quarta-feira, 18 de abril de 2018..
Atualmente, e tal como em boa parte do mundo, utiliza-se como uma das principais referências no Brasil, o protocolo Americano Tactical Combat Casualty Care - TCCC que preconiza o atendimento no ambiente hostil e emprego de material bélico como exclusividade das forças de segurança pública devido sua natureza, por sua vez as equipes civis que não possuem este poder de responder fogo com fogo, utilizam o protocolo Tactical Emergency Casualty Care - TECC. 
Entretanto em razão das diferenças entre a legislação brasileira e a americana, boa parte dos procedimentos, equipamentos e produtos médicos, comumente utilizados por profissionais de emergência não médicos nos Estados Unidos, possuem grandes restrições de uso no Brasil.